# Nachal Dašaš
Nachal Dašaš (hebrejsky נחל דשש) je vádí v severní části Negevské pouště, v jižním Izraeli, poblíž pásma Gazy.
Začíná v nadmořské výšce okolo 100 metrů východně od města Sderot. Směřuje pak k západu a zprava ústí do toku Nachal Hoga.